# Mirosław Jerzy Leszka
Mirosław Jerzy Leszka (ur. 4 kwietnia 1963 w Zgierzu, zm. 24 sierpnia 2024 w Łodzi) – historyk, mediewista, bizantynolog, slawista, nauczyciel akademicki, profesor Uniwersytetu Łódzkiego.

## Życiorys
Absolwent historii Uniwersytetu Łódzkiego. Doktorat uzyskał w 1995, habilitację przeprowadził w 2004. Od 1996 adiunkt, a następnie od 2006 profesor nadzwyczajny UŁ w Zakładzie Historii Bizancjum UŁ (od 2003 w Katedrze Historii Bizancjum UŁ). Profesor zwyczajny od 2015 roku.
Mirosław Jerzy Leszka zmarł po krótkiej chorobie 24 sierpnia 2024 roku w Łodzi. 30 sierpnia 2024 został pochowany na cmentarzu Doły w Łodzi.

## Zainteresowania badawcze
- związki bizantyńsko-bułgarskie VII-XII w.,
- dzieje Bułgarii w średniowieczu,
- uzurpacje w Bizancjum,
- cesarzowe bizantyńskie,
- Konstantynopol w okresie wczesnobizantyńskim.

## Wybrane publikacje książkowe
- Uzurpacje w cesarstwie bizantyńskim w okresie od IV do połowy IX wieku, Łódź: Wydawnictwo Uniwersytetu Łódzkiego 1999.
- (współautorzy: Jan Prostko-Prostyński, Sławomir Bralewski, Maciej Kokoszko), Słownik cesarzy rzymskich, Poznań: Wydawnictwo Poznańskie 2001.
- Wizerunek władców pierwszego państwa bułgarskiego w bizantyńskich źródłach pisanych (VIII-połowa XII w.), Łódź: Wydawnictwo Uniwersytetu Łódzkiego 2003.
- (redakcja) Cesarstwo bizantyńskie: dzieje, religia, kultura. Studia ofiarowane profesorowi Waldemarowi Ceranowi przez uczniów na 70-lecie jego urodzin, pod red. Piotra Krupczyńskiego i Mirosława J. Leszki, Łask - Łódź: Oficyna Wydawnicza Leksem 2006.
- (redakcja) Byzantina Europaea : księga jubileuszowa ofiarowana profesorowi Waldemarowi Ceranowi, red. Maciej Kokoszko i Mirosław J. Leszka, Łódź: Wydawnictwo Uniwersytetu Łódzkiego 2007.
- (redakcja) Średniowieczna wizja świata. Jedność czy różnorodność. Idee i teksty: III Kongres Mediewistów Polskich, Łódź, 22-24 września 2008 roku, pod red. Teresy Wolińskiej, Mirosława J. Leszki, Łódź: Wydawnictwo Uniwersytetu Łódzkiego 2009.
- (redakcja) Konstantynopol: Nowy Rzym. Miasto i ludzie w okresie wczesnobizantyjskim, pod red. Mirosława Leszki i Teresy Wolińskiej, Warszawa: Wydawnictwo Naukowe PWN 2011, ISBN 978-83-01-16521-5.
- (redakcja) Z badań nad wczesnobizantyńskim Konstantynopolem, red. Mirosław J. Leszka, Kirił Marinow, Andrzej Kompa, Łódź: Wydawnictwo: UŁ 2011. Acta Universitatis Lodziensis.
- Symeon I Wielki a Bizancjum. Z dziejów stosunków bułgarsko-bizantyńskich w latach 893-927, Łódź: Wydawnictwo Uniwersytetu Łódzkiego 2013.
- (współautorzy: Andrzej Kompa, Teresa Wolińska), Mieszkańcy stolicy świata : konstantynopolitańczycy między starożytnością a średniowieczem, Łódź: Wydawnictwo Uniwersytetu Łódzkiego 2014.
- (współautor: Kirił Marinow), Carstwo Bułgarskie: polityka, społeczeństwo, gospodarka, kultura 866-971, Warszawa: Wydawnictwo Naukowe PWN 2015.
- (redakcja) Miasto na skrzyżowaniu mórz i kontynentów: wczesno- i średniobizantyński Konstantynopol jako miasto portowe, red. Mirosław J. Leszka, Kirił Marinow, Łódź: Wydawnictwo Uniwersytetu Łódzkiego 2016 [Byzantina Lodziensia XXIII]
- (współautor: Zofia A. Brzozowska), Maria Lekapene, Empress of the Bulgarians. Neither a Saint nor a Malefactress, Łódź: Wydawnictwo Uniwersytetu Łódzkiego – Kraków: Wydawnictwo Uniwersytetu Jagiellońskiego 2017 [Byzantina Lodziensia XXXVI]
- (współautor: Małgorzata B. Leszka), Bazylisa. Świat bizantyńskich cesarzowych IV–XV w., Łódź: Wydawnictwo Uniwersytetu Łódzkiego 2017.
- Симеон Велики и Византия. Из историята на българо-византийските отношения през 893–927, София 2017.
- (redakcja) The Bulgarian State in 927–969. The Epoch of Tsar Peter I, red. Mirosław J. Leszka, Kirił Marinow, Łódź: Wydawnictwo Uniwersytetu Łódzkiego  – Kraków: Wydawnictwo Uniwersytetu Jagiellońskiego 2018 [Byzantina Lodziensia XXXIV]
- (współautorzy: Zofia A. Brzozowska, Kirił Marinow), Piotr I Święty, car bułgarski (ok. 912–969). Maria Lekapena, caryca bułgarska (ok. 912–963), Kraków: Wydawnictwo Avalon 2018.
- (współautor: Zofia A. Brzozowska), Nowogród Wielki. Historyczno-kulturowy przewodnik po średniowiecznej republice, Łódź: Wydawnictwo Uniwersytetu Łódzkiego 2019.
- (redakcja) Widmo Mahometa, cień Samuela. Cesarstwo bizantyńskie w relacji z przedstawicielami innych religii i kultur (VII–XV w.), red. Zofia A. Brzozowska, Mirosław J. Leszka, Kirił Marinow, Teresa Wolińska, Łódź: Wydawnictwo Uniwersytetu Łódzkiego 2020 [Byzantina Lodziensia XXXIX]
- (współautorzy: Zofia A. Brzozowska, Teresa Wolińska), Muhammad and the Origin of Islam in the Byzantine-Slavic Literary Context. A Bibliographical History, Wydawnictwo Uniwersytetu Łódzkiego – Kraków: Wydawnictwo Uniwersytetu Jagiellońskiego 2020 [Byzantina Lodziensia XLI]
- (współautor: Szymon Wierzbiński), Komes Marcellin vir clarissimus. Historyk i jego dzieło, Wydawnictwo Uniwersytetu Łódzkiego 2022 [Byzantina Lodziensia XLV]
- (współautor: Szymon Wierzbiński), Wodzowie Zenona (474–491) i Anastazjusza I (491–518), Wydawnictwo Uniwersytetu Łódzkiego 2023 [Byzantina Lodziensia XLIX]
- (współautor: Szymon Wierzbiński), Strategoí: early Byzantine military commanders in the times of Zeno and Anastasius (474–518), Wydawnictwo Uniwersytetu Łódzkiego – Kraków: Wydawnictwo Uniwersytetu     Jagiellońskiego 2024 [Byzantina Lodziensia L]